# バーノン・ハミルトン
バーノン・ハミルトン（Vernon　Hamilton、1984年12月28日 - ）は、 アメリカ合衆国出身のプロバスケットボール選手である。ポジションはガード。

## 来歴
クレムソン大学からラトビアでプロデビュー。
2008年オフ、浜松・東三河フェニックスと基本合意に至るも契約には至らず。